# Чжоу Ян
Чжо́у Ян (кит. упр. 周洋, пиньинь Zhōu Yáng, род. 9 июня 1991 в г.Чанчунь, провинция Цзилинь) — китайская шорт-трекистка, трёхкратная олимпийская чемпионка  Олимпийских игр 2010 и  2014 годов, 5-кратная чемпионка мира. 

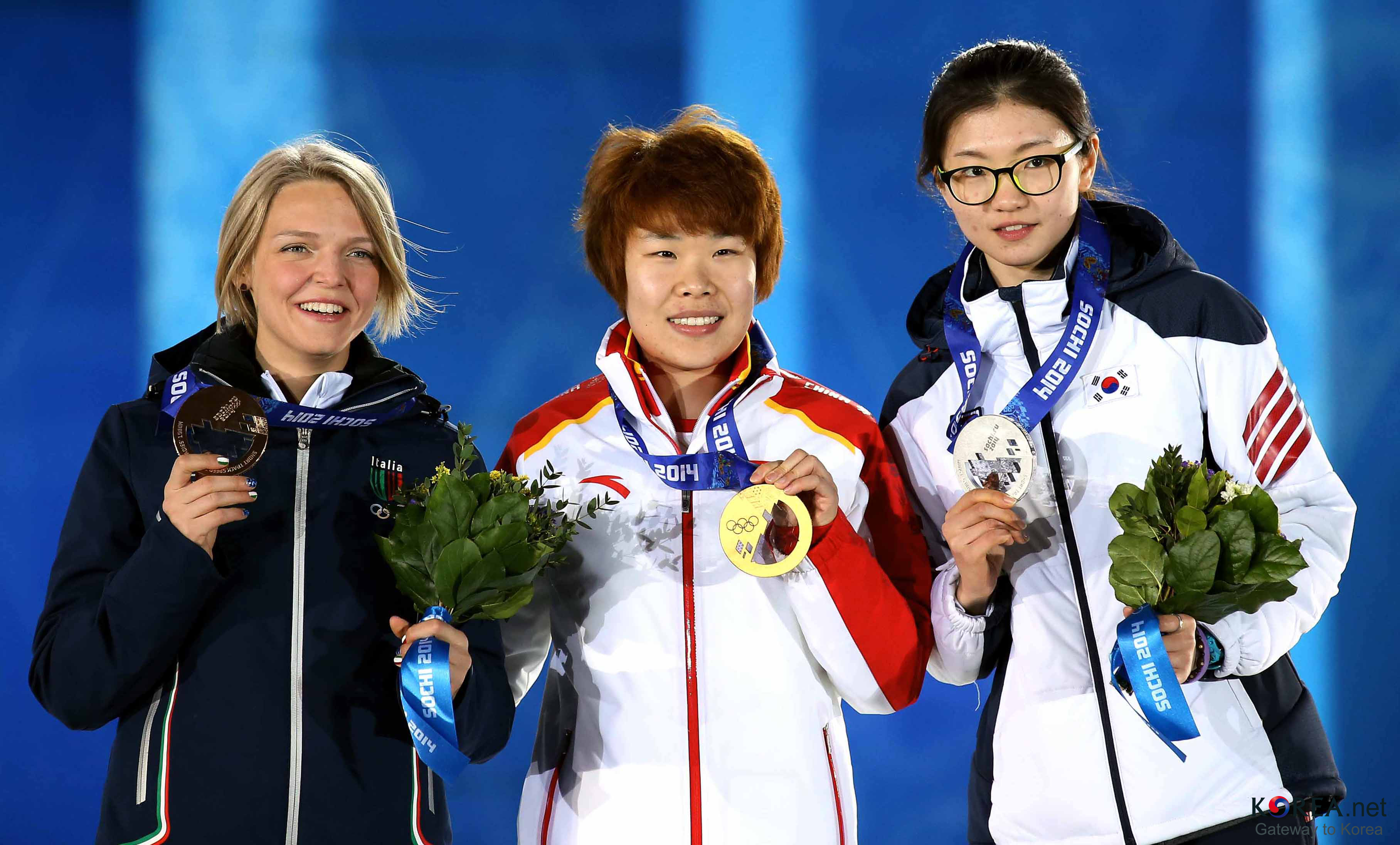
Медалисты на 1500 метров

 Участвовала на Олимпийских играх 2018 года и была знаменосцем от Китая на открытии Олимпиады. Окончила аспирантуру 
Чанчуньского нормального университета.

## Биография
Чжоу Ян родилась в Чанчуне и росла замкнутым ребёнком, её мать-инвалид, а у отца не было постоянной работы. Чжоу начала тренироваться конькобежным спортом в возрасте 8 лет. После ухода от родителей вступила в профессиональную команду, иногда она плакала из-за напряженных тренировок, но понимала, что катание на коньках может изменить положение ее семьи с низким доходом, поэтому стала самым молодым и трудолюбивым членом команды. Усердно работая, Чжоу Ян шаг за шагом выходила на большую сцену.
В 2001 году Чжоу Ян впервые выиграла чемпионат провинции Цзилинь и завоевала свою первую золотую медаль в шорт-треке по конькобежному спорту. В том же году также стала самой молодой чемпионкой провинции. В 2003 году она быстро прогрессировала, завоевав 7 золотых медалей на юношеских соревнованиях по конькобежному спорту в провинции. В 2004 году выиграла Национальный чемпионат по шорт-треку. В том же году поступила в спортивную школу города Чанчунь, где она получила более профессиональную подготовку по шорт-треку на коньках, а также встретилась со своим корейским наставником Ким Сун Тхэ.
В октябре 2005 года на первом этапе Национальной лиги по шорт-треку Чжоу выиграла дистанцию на 1500 м за 2 минуты 33,077 секунды и заняла первое место на 3000 м за 5 минут 59,276 секунды. Кроме того, эстафетная команда Чанчуня также выиграла женскую эстафету, а сама Чжоу Ян выиграла чемпионат в общем зачёте. В январе 2006 года она дебютировала на юниорском чемпионате мира в Меркуря-Чук и заняла третье место на 1000 м, выиграла в суперфинале на 1500 м, стала третьей в многоборье и победила в эстафете.
Во второй половине 2006 года на втором этапе Национальной лиги она выиграла четыре дистанции на 500 метров, 1000 метров, 1500 метров и 3000 метров, На национальных пробах в конце года в очередной раз показала свою силу и в ноябре Чжоу Ян, которой было всего 15 лет, вошла в национальную сборную, а в декабре на четвертом этапе Кубка мира заняла первое место в финале группы "B" на дистанции 1000 м, 5-е место в финале 1500 м и 5-е место в общем зачете.
В конце января 2007 года на зимних Азиатских играх в Чанчуне Чжоу заняла четвертое место на дистанции 1000 метров и завоевала золотую медаль в эстафете на 3000 метров вместе со своими товарищами по команде. В марте на чемпионате мира в Милане выиграла бронзу на 1000 м и в суперфинале, а также серебро в эстафете в составе Чжу Милэй, Фу Тяньюй, Чэн Сяолэй и Мэн Сяосюэ, через неделю на командном чемпионате мира в Будапеште выиграла серебряную медаль.  В октябре на Кубке мира в Китае завоевала бронзовую медаль на дистанции 1500 метров. 
В январе 2008 года на 11-х Национальных зимних играх Чжоу Ян заняла третье место в беге на 1000 метров, 1500 метров и 3000 метров, и заняла второе место в многоборье. 3 февраля на канадском этапе Кубка мира выиграла на дистанции 1000 м, а эстафетная команда выиграла золото, а 9 февраля на Кубке мира в Соединенных Штатах установила новый мировой рекорд с результатом 2.16,729 сек и выиграла дистанцию 1500 м. 
На чемпионате мира в Канныне Чжоу Ян завоевала серебряную медаль на дистанции 1000 метров, бронзовую медаль на 1500 метров, первое место в суперфинале на 3000 метров и завоевала бронзовую медаль в эстафете. В Харбине на чемпионате мира среди команд выиграла золотую медаль, а также подряд победила на Кубке мира в США и Канаде на дистанции 1500 м.
На 24-й Всемирной зимней Универсиаде в Харбине в конце февраля Чжоу завоевала золотую медаль на дистанции 1500 метров, серебряную медаль на 1000 метров и золотую медаль в эстафете. Следом на мировом чемпионате в Вене выиграла бронзу в многоборье и золото в эстафете. На чемпионате мира среди команд в Херенвене вновь стала первой в составе команды. Осенью на Кубке мира одержала победы на 1500 м в Пекине и Маркетте, на 1000 м в Монреале.
В январе 2010 года в Пекине на Национальной лиги конькобежного спорта по шорт-треку Чжоу Ян завоевала 3 золотые медали в гонке преследования на 7 кругов, 1500 метров и 1000 метров на одном дыхании. В феврале на Олимпийских играх в Ванкувере она выиграла 1500 м с олимпийским рекордом  2.16,993 сек, обогнав сильных американских и южнокорейских спортсменок и стала первой золотой медалисткой зимних Олимпийских игр на 1500 метров и самой молодой Олимпийской чемпионкой в истории китайского шорт-трека. Наконец в эстафете она выиграла вторую золотую награду. 
В октябре 2010 года на этапе Кубка мира в Монреале, Чжоу Ян завоевал одно серебро и одну бронзу на 1500 метров и привела китайскую команду к завоеванию золотой медали в эстафете. Впоследствии в Квебеке выиграла три дистанции на 1500, 1000, 3000 метров и в эстафете. В декабре в Чанчуне, завоевала бронзовую медаль в беге на 1000 метров и серебряную медаль в эстафете. В Шанхае выиграла серебряную медаль на дистанции 1000 м и золотую медаль в эстафете.
В январе 2011 года Чжоу Ян и ее товарищи по команде выиграли в женской эстафете на Зимних Азиатских играх в Астане. 4 августа Центр управления зимними видами спорта Китая официально объявил, что Ван Мэн и Лю Сяньвэй, которые были отстранены от тренировок из-за драки в команде, были официально исключены из национальной команды, а Чжоу Ян добровольно вышла из национальной команды. 
Она вернулась в сборную в августе. В октябре на соревнованиях на 1500 метров в Соединенных Штатах на Кубке мира получила ушиб ноги и снялась с соревнований, поэтому она пропустила следующий этап Кубка мира в Канаде. 25 ноября в соревнованиях женщин на 1500 метров Национального чемпионата Чжоу Ян остановилась в четвертьфинале и финишировала только 19-й.
В 2012 году её состояние после возвращения в сборную не подходило для тренировок на катке. В результате она пропустила почти весь сезон, включая чемпионат мира 2012 года. 22 сентября в соревнованиях на 1500 метров Национальной лиги она заняла лишь 6-е место в полуфинальной группе и пропустила финал. 19 октября в финале на 1500 м Национальной лиги заняла третье место со временем 2:29,319 с, а 26 октября в четвертом забеге на 1500 метров Национальной лиги завоевала первое место со временем 2:23,676 с.
В марте 2013 года в эстафете на чемпионате мира в Дебрецене Чжоу Ян и её подруги по команде выиграли гонку за 4:14,104 с. Во второй половине года на кубке мира в эстафете китайская команда во главе с Ван Мэн и Чжоу Ян заняла второе место как в Китае, так и в Южной Корее. В ноябре в Турине она заняла третье место в финале на 1500 м. В Коломне, в России, китайская команда в составе Фань Кэсинь, Чжоу Ян, Лю Цюхун и Ван Мэн выиграла женскую эстафету за 4:09,410с.
15 февраля 2014 года в женском финале на 1500 метров на зимних Олимпийских играх в Сочи Чжоу Ян на предпоследнем круге превзошла южнокорейских спортсменок и вышла в лидеры, не дав своим соперницам ни единого шанса обогнать её в оставшееся время.  Она выиграла гонку и стала первым человеком в истории зимних Олимпийских игр, который успешно выиграл две Олимпиады подряд на одной дистанции. 18 февраля в финале женской эстафеты китайская команда во второй раз пересекла финишную черту, и в конечном итоге была дисквалифицирована.
16 февраля 2015 года на этапе в Эрзуруме Кубка мира сезона 2014-15 годов Чжоу Ян в составе китайской команды выиграла эстафету, в марте на чемпионате мира в Москве в составе эстафетной команды выиграла золото. 8 октября в первом туре Национальной лиги и отборочного раунда зимних Олимпийских игр завоевала серебряную медаль на дистанции 1000 метров и бронзовую медаль на дистанции 1500 метров. 22 января 2016 года в финале на 1000 метров на 13-х Национальных зимних играх игрок команды Чанчунь Чжоу Ян выиграла дистанцию со временем 1:28,742 сек и побила национальный рекорд. Впоследствии с командой снова выиграла в финале эстафеты.
В конце 2016 года из-за травмы и болезни Чжоу Ян отправилась в Соединенные Штаты для восстановительных тренировок. В апреле 2017 года она вернулась в сборную. 8 октября 2017 года выиграла женскую эстафету на Кубке мира в Дордрехте, а 12 ноября на этапе в Шанхае завоевала серебряную медаль в  эстафете. В начале февраля была знаменосцем китайской спортивной делегации на церемонии открытия Олимпиады. 
10 февраля 2018 года в квалификации эстафеты в Пхенчхане зимних Олимпийских играх, китайская команда побила олимпийский рекорд, показав время 4:05,315 сек и успешно вышла в финал. 17 февраля Чжоу Ян заняла восьмое место на 1500 метров, а 20 февраля в женской эстафете китайская команда в составе Фань Кэсинь, Чжоу Ян, Цюй Чуньюй и  Ли Цзиньюй пересекла финишную черту на втором месте, но в итоге была дисквалифицирована за фол и не получила медаль.
В сезоне 2019/20 годов Чжоу Ян участвовала в соревнованиях Кубка мира по конькобежному спорту и в ноябре на этапах в польском Томашув Мазовецком заняла 4-е места в женской командной гонке преследования и в масс-старте, в феврале 2020 года на чемпионате мира на отдельных дистанциях в Солт-Лейк-Сити заняла 7-е место в командной гонке преследования, а следом 14-е место в масс-старте. 8 марта в финале Кубка мира в Нидерландах заняла общее 11 место в масс-старте.
В январе 2019 года она стала членом Мобилизационного комитета Международного союза конькобежцев на срок полномочий с чемпионата мира 2019 года по чемпионат мира 2023 года. В настоящее время она является членом Комитета спортсменов Организационного комитета зимних Олимпийских игр в Пекине.

## Личная жизнь
Чжоу Ян живет в общине Хенгуан на Сателлит-роуд, город Чанчунь. Родители Чжоу Яна оба являются уволенными работниками. Ее мать, Ван Шуйин, имеет слабое здоровье и ограниченную мобильность. Семья полагается на ее отца Чжоу Цзивэня. Она подала заявление в Чанчуньский педагогический университет перед зимними Олимпийскими играми в Ванкувере. В середине марта, после того как она выиграла чемпионат, руководители Чанчуньского университета подтвердили, что они достигли консенсуса с семьей Чжоу Ян о приеме её на обучение. Чанчуньский университет также заявил, что он откажется от платы за обучение Чжоу Ян в течение четырех лет и предоставит ей самую высокую стипендию в размере 9000 юаней в год, а также вознаградит её единовременной премией в размере 50 000 юаней. 
Любимчик Чжоу Ян- певец Джей Джей Лин. Все его альбомы стали её любимыми. Фотографии и песни Джей Джей Лин хранятся на её мобильном телефоне и компьютере. Кроме того, Чжоу Ян также любит кукол, и её маленькая квартира в Пекине полна тряпичных кукол. Во время соревнований в Ванкувере Чжоу Ян очень понравилась кукла-талисман зимних Олимпийских игр.